# Торнбю (коммуна)
Торнбю (дат. Tårnby Kommune) — коммуна в столичном регионе (дат. Region Hovedstaden) Дании. Административный центр — город Торнбю. Площадь — 64,95 км², что составляет 0,15 % от площади Дании без Гренландии и Фарерских островов. Численность населения на 1 января 2008 года — 40016 чел. (мужчины — 19436, женщины — 20580; иностранные граждане — 2067).

## Железнодорожные станции
- Каструп (Kastrup)
- Аэропорт Копенгагена, Каструп (Københavns Lufthavn, Kastrup)
- Торнбю (Tårnby)

## Галерея
- Каструп
- Аэропорт Копенгагена, Каструп
- Торнбю
- Эресуннский мост